# Damernas K-1 200 meter i kanotsport vid olympiska sommarspelen 2012
Damernas K-1 200 meter vid olympiska sommarspelen 2012 hölls mellan 7 augusti och 9 augusti på Eton Dorney i London. Deltagarna delades där de tre främsta gick direkt till final. De övriga åtta lagen gick till semifinal där de fem främsta också gick till final.

## Medaljörer
| Gren           | Guld                        | Silver                | Brons                     |
| K-1, 200 meter | Lisa Carrington Nya Zeeland | Inna Osypenko Ukraina | Nataša Dušev-Janić Ungern |

## Schema
Försöksheat

10 augusti, 10:19

Semifinal

10 augusti, 11:51

Final

11 augusti, 10:14

## Resultat

### Heat

#### Heat 1
| Placering | Kanotist               | Land        | Tid    | Noteringar |
| --------- | ---------------------- | ----------- | ------ | ---------- |
| 1         | Nataša Dušev-Janić     | Ungern      | 41.221 | Q, OB      |
| 2         | Lisa Carrington        | Nya Zeeland | 41.401 | Q          |
| 3         | Natalia Lobova         | Ryssland    | 42.447 | Q          |
| 4         | Henriette Engel Hansen | Danmark     | 42.866 | Q          |
| 5         | Émilie Fournel         | Kanada      | 43.117 | Q          |
| 6         | Carrie Johnson         | USA         | 43.355 | Q          |
| 7         | Norma Murabito         | Italien     | 43.820 |            |
| 8         | Geraldine Lee Wei Ling | Singapore   | 45.552 |            |

#### Heat 2
| Placering | Kanotist               | Land           | Tid    | Noteringar |
| --------- | ---------------------- | -------------- | ------ | ---------- |
| 1         | Maria Teresa Portela   | Spanien        | 41.263 | Q          |
| 2         | Marta Walczykiewicz    | Polen          | 42.290 | Q          |
| 3         | Nikolina Moldovan      | Serbien        | 42.383 | Q          |
| 4         | Jess Walker            | Storbritannien | 42.388 | Q          |
| 5         | Darisleydis Amador     | Kuba           | 42.761 | Q          |
| 6         | Zhou Yu                | Kina           | 42.885 | Q          |
| 7         | Arezou Hakimimoghaddam | Iran           | 44.576 |            |

#### Heat 3
| Placering | Kanotist          | Land      | Tid    | Noteringar |
| --------- | ----------------- | --------- | ------ | ---------- |
| 1         | Inna Osypenko     | Ukraina   | 42.119 | Q          |
| 2         | Sofia Paldanius   | Sverige   | 42.596 | Q          |
| 3         | Teresa Portela    | Portugal  | 42.673 | Q          |
| 4         | Silke Hörmann     | Tyskland  | 42.697 | Q          |
| 5         | Natalja Sergejeva | Kazakstan | 43.257 | Q          |
| 6         | Ivana Kmeťová     | Slovakien | 43.445 | Q          |
| 7         | Tiffany Kruger    | Sydafrika | 46.122 |            |

#### Heat 4
| Placering | Kanotist                | Land       | Tid    | Noteringar |
| --------- | ----------------------- | ---------- | ------ | ---------- |
| 1         | Shinobu Kitamoto        | Japan      | 42.007 | Q          |
| 2         | Alana Nicholls          | Australien | 42.453 | Q          |
| 3         | Jenni Mikkonen          | Finland    | 42.656 | Q          |
| 4         | Špela Ponomarenko Janić | Slovenien  | 42.884 | Q          |
| 5         | Marharyta Tsisjkevitj   | Belarus    | 43.841 | Q          |
| 6         | Julija Borzova          | Uzbekistan | 44.872 | Q          |
| 7         | Afef Ben Ismail         | Tunisien   | 48.998 |            |

### Semifinaler

#### Semifinal 1
| Placering | Kanotist                | Land        | Tid    | Noteringar |
| --------- | ----------------------- | ----------- | ------ | ---------- |
| 1         | Lisa Carrington         | Nya Zeeland | 40.528 | Q, OB      |
| 2         | Maria Teresa Portela    | Spanien     | 40.898 | Q          |
| 3         | Inna Osypenko           | Ukraina     | 41.360 | q          |
| 4         | Jenni Mikkonen          | Finland     | 41.859 |            |
| 5         | Špela Ponomarenko Janić | Slovenien   | 42.209 |            |
| 6         | Zhou Yu                 | Kina        | 42.279 |            |
| 7         | Natalja Sergejeva       | Kazakstan   | 42.602 |            |
| 8         | Carrie Johnson          | USA         | 43.321 |            |

#### Semifinal 2
| Placering | Kanotist               | Land           | Tid    | Noteringar |
| --------- | ---------------------- | -------------- | ------ | ---------- |
| 1         | Natalia Lobova         | Ryssland       | 41.413 | Q          |
| 2         | Jess Walker            | Storbritannien | 41.734 | Q          |
| 3         | Shinobu Kitamoto       | Japan          | 41.816 |            |
| 4         | Nikolina Moldovan      | Serbien        | 42.394 |            |
| 5         | Ivana Kmeťová          | Slovakien      | 42.510 |            |
| 6         | Sofia Paldanius        | Sverige        | 42.688 |            |
| 7         | Henriette Engel Hansen | Danmark        | 42.821 |            |
| 8         | Marharyta Tsisjkevitj  | Belarus        | 43.033 |            |

#### Semifinal 3
| Placering | Kanotist            | Land       | Tid    | Noteringar |
| --------- | ------------------- | ---------- | ------ | ---------- |
| 1         | Nataša Dušev-Janić  | Ungern     | 40.570 | Q          |
| 2         | Marta Walczykiewicz | Polen      | 40.905 | Q          |
| 3         | Teresa Portela      | Portugal   | 41.562 | q          |
| 4         | Alana Nicholls      | Australien | 41.595 |            |
| 5         | Darisleydis Amador  | Kuba       | 41.949 |            |
| 6         | Silke Hörmann       | Tyskland   | 42.005 |            |
| 7         | Émilie Fournel      | Kanada     | 43.030 |            |
| 8         | Julija Borzova      | Uzbekistan | 44.426 |            |

### Finaler

#### Final B
| Placering | Kanotist           | Land       | Tid    | Noteringar |
| --------- | ------------------ | ---------- | ------ | ---------- |
| 1         | Jenni Mikkonen     | Finland    | 44.643 |            |
| 2         | Špela Ponomarenko  | Slovenien  | 44.953 |            |
| 3         | Nikolina Moldovan  | Serbien    | 45.064 |            |
| 4         | Darisleydis Amador | Kuba       | 45.099 |            |
| 5         | Shinobu Kitamoto   | Japan      | 45.387 |            |
| 6         | Ivana Kmeťová      | Slovakien  | 45.556 |            |
| 7         | Silke Hörmann      | Tyskland   | 45.686 |            |
| 8         | Alana Nicholls     | Australien | 45.819 |            |

#### Final A
| Placering | Kanotist             | Land           | Tid    | Noteringar |
| --------- | -------------------- | -------------- | ------ | ---------- |
| 1         | Lisa Carrington      | Nya Zeeland    | 44.638 |            |
| 2         | Inna Osypenko        | Ukraina        | 45.053 |            |
| 3         | Nataša Dušev-Janić   | Ungern         | 45.128 |            |
| 4         | Maria Teresa Portela | Spanien        | 45.326 |            |
| 5         | Marta Walczykiewicz  | Polen          | 45.500 |            |
| 6         | Natalia Lobova       | Ryssland       | 45.961 |            |
| 7         | Jess Walker          | Storbritannien | 46.161 |            |
| 8         | Teresa Portela       | Portugal       | 46.549 |            |